# Берідзе Георгій Іванович
Гео́ргій Іва́нович Бері́дзе (груз. გიორგი ბერიძე; нар. 28 січня 1909, Ксоврісі — пом. 6 червня 1983, Тбілісі) — радянський вчений у галузі виноробства. Доктор технічних наук з 1955 року, професор з 1955 року.

## Біографія
Народився 28 січня 1909 року в селі Ксоврісі (нині Грузія). 1934 року закінчив Грузинський сільськогосподарський інститут. У 1934—1941 роках — на виробничій, науково-дослідній і педагогічній роботі. Член ВКП(б) з 1939 року.
З липня 1941 року брав участь у Другій світовій війні. В званні молодшого лейтенанта був командиром роти 826 стрілецького полку 398 стрілецької дивізії 51-ї армії. Воював на Кримському і Північно-Кавказькому фронтах. Був важко поранений.
З 1943-го по 1976 рік працював завідувачем відділу виноробства Грузинського науково-дослідного інституту виноградарства і виноробства. Одночасно, у 1958—1965 роках, був головним виноробом «Самтресту», у 1964—1973 роках — заступник директора з наукової частини Грузинського науково-дослідного інституту виноградарства і виноробства.
Помер у Тбілісі 6 червня 1983 року.

## Наукова діяльність
Наукова діяльність вченого тісно пов'язана зі створенням, розвитком і вдосконаленням наукових і практичних основ грузинського виноробства. Його наукові праці містять багатий матеріал про своєрідність окремих зон і мікрорайонів Грузії з екологічної точки зору і дають повне уявлення про фізико-хімічний склад грузинських вин, шампанського і коньяків. Автор 3 монографій, понад 120 наукових праць з питань технології та енохімії грузинських вин, власник 10 авторських свідоцтв на винаходи. Серед робіт:
- Технология и экономическая характеристика вин Грузии. — Тбилиси, 1956 (рос.)
- Вина Грузии. — Тбилиси, 1962 (рос.)
- Вина и коньяки Грузии. — Тбилиси, 1965 (рос.)

## Відзнаки
- Заслужений діяч науки і техніки Грузинської РСР (з 1961 року);
- Нагороджений орденом Леніна, орденом Трудового Червоного Прапора, орденом Червоної Зірки (Указ Президії Верховної Ради СРСР №: 204/78 від 6 серпня 1946 року[2]).